# Sony Ericsson K700

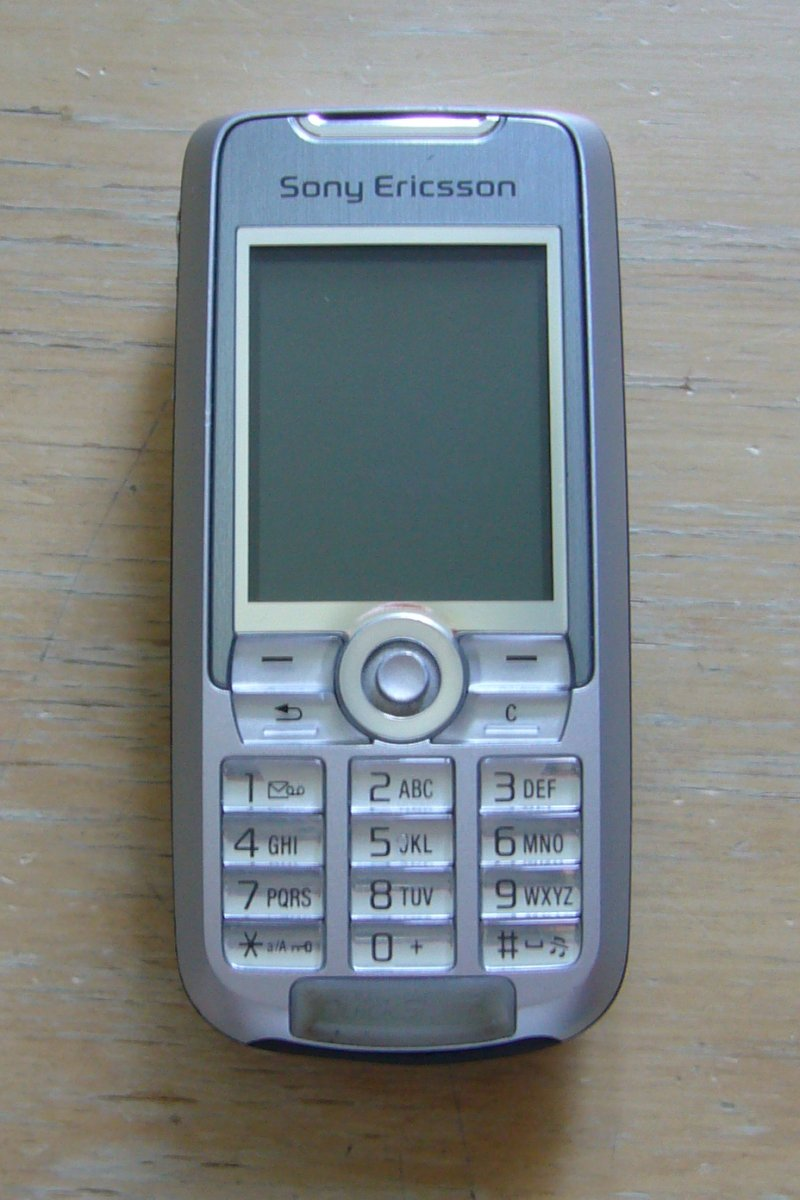
Sony Ericsson K700i

Sony Ericsson K700i är en mobiltelefon av Sony Ericsson.
- Skärm: 65 536 färgers TFT 176x220  pixlar
- Kamera: 0,3 megapixlar
- Max upplösning stillbild: 1280x960 pixlar (640x480)
- Max upplösning video: 176x144  pixlar
- Digitalzoom: 4 ggr
- Internminne: 41 MB
- SAR-värde: 0,48  W/kg
- Standby: 300 timmar
- Taltid: 8 timmar
- Mått: 99 x 47 x 19.5 mm
- Vikt: 93 gram
- Lanseringsår: 2004
- Övrigt: trippelband, WAP 2.0, GPRS, MP3, AAC/AAC+/eAAC+, FM-radio, Bluetooth 1.1, fotolampa

## Sony Ericsson K500i och F500
Sony Ericsson K500i (även kallad Sony Ericsson F500) är en enklare variant av Sony Ericsson K700, utan bluetooth. 